# Cheah Soon Kit
Cheah Soon Kit (född 29 maj 1962) är en idrottare från Malaysia som tog silver i badminton tillsammans med Yap Kim Hock vid olympiska sommarspelen 1996 i Atlanta.